# Bitwa pod Cerro Corá
Bitwa pod Cerro Corá – starcie zbrojne, które miało miejsce 1 marca 1870 roku pomiędzy siłami brazylijskimi a paragwajskimi na wzgórzu Cerro Corá. Bitwa była zarazem ostatnią batalią wojny paragwajskiej.
Dowodzący paragwajskim wojskiem marszałek Francisco Solano López, mający około 250-osobowy oddział, natrafił na przygotowaną wcześniej pułapkę Brazylijczyków, którzy znajdowali się w regionie Cerro Corá w sile 4 000 żołnierzy. Całkowicie zaskoczeni Paragwajczycy zostali otoczeni, pokonani oraz zmuszeni do poddania się.
W bitwie zginęło łącznie 40 żołnierzy paragwajskich, a około 160 odniosło rany lub dostało się do niewoli. Straty Brazylijczyków były nieznaczne, zaledwie siedmiu żołnierzy zginęło, a kilku odniosło rany.

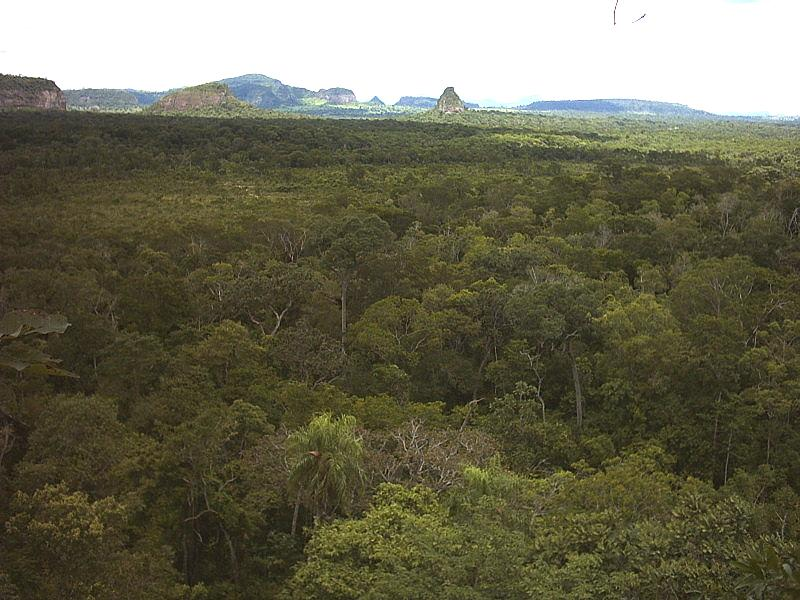
Krajobraz okolic Cerro Corá, rejon walk

W walce został zabity Solano López przez brazylijskiego kaprala José Francisco Lacerda, lepiej znanego jako Chico Diabo.
Śmierć Lópeza, zupełne wyczerpanie materialne oraz praktyczny brak rezerw ludzkich w postaci mężczyzn zdolnych do walki zmusił Paragwaj do ostatecznej kapitulacji i wycofania się z wojny.